# Robin Maxwell
Robin Maxwell, född 26 februari 1948, är en amerikansk författare, bosatt i Pioneertown, Kalifornien.
Maxwell skriver populärhistoriska böcker om bland annat Prinsarna i Towern, Anne Boleyn och Elisabet I av England.